# Александровка (Великоберезниківський район)
Алекса́ндровка (рос. Александровка, ерз. Александровка) — селище у складі Беликоберезниківського району Мордовії, Росія. Входить до складу Великоберезниківського сільського поселення.

## Населення
Населення — 16 осіб (2010; 22 у 2002).
Національний склад (станом на 2002 рік):
- росіяни — 95 %